# New Century Chamber Orchestra
La New Century Chamber Orchestra fu fondata nel 1992 dalla violoncellista Miriam Perkoff e dal violista Wieslaw Pogorzelski. L'obiettivo dei fondatori era quello di presentare la musica classica in modo originale e unico nella Bay Area di San Francisco. Il direttore musicale sceglie i programmi e guida la visione artistica, ma i diciassette membri dell'orchestra si esibiscono come parte di un'orchestra senza direttore. Le decisioni musicali sono prese in modo collaborativo, nella speranza di migliorare il livello di impegno da parte dei musicisti e aumentare la precisione, la passione e la potenza del loro modo di suonare.
Oltre a eseguire brani classici di repertorio orchestrale da camera, la New Century commissiona nuove opere, ravviva opere trascurate del passato e porta pezzi di altri generi come il jazz e il rock nell'orchestra da camera. La missione della New Century è quella di portare eccezionali esibizioni da orchestra da camera alle comunità della Bay Area. Si esibiscono in luoghi intimi con un'acustica eccellente, grandi visuali e atmosfere accoglienti in quattro città: Berkeley, Palo Alto, San Francisco e San Rafael.

## Ex direttori musicali
Stuart Canin fu il primo direttore musicale della New Century dal 1992 al 1999. Ex suonatore di concerti della San Francisco Symphony e della San Francisco Opera, Canin è attualmente primo violino della Los Angeles Opera sotto il direttore musicale James Conlon e il direttore generale Plácido Domingo. Ha anche lavorato come primo violino della New Japan Philharmonic negli anni '90, esibendosi e facendo tournée con Seiji Ozawa e Mstislav Rostropovich. Canin è nato a New York e ha studiato alla Juilliard, dove il suo insegnante principale era Ivan Galamian. Ha vinto il Concorso Internazionale Paganini di Genova e la Handel Medallion della città di New York. Ha lavorato come primo violino a Hollywood per orchestre da studio, esibendosi in film come Schindler's List, Titanic e Forrest Gump. Al signor Canin fu richiesto di tornare all'NCCO nell'aprile del 2008 per guidare un programma di Shostakovich, Mendelssohn e Mozart.
Nata a Menlo Park, in California, Krista Bennion Feeney è stata direttore musicale e primo violino della New Century dal 1999 al 2006. Attualmente è primo violino del Mostly Mozart Festival al Lincoln Center durante l'estate e co-primo violino dell'Orchestra of St. Luke's tutto l'anno alla Carnegie Hall e per tutta l'estate al Caramoor Festival a Katonah, New York. La signora Feeney si è esibita come solista con l'Orchestra of St. Luke, la Saint Louis Symphony, la San Francisco Symphony, la New York String Orchestra alla Carnegie Hall, al Kennedy Center, l'Ensemble di Brandeburgo e l'Elgin Symphony Orchestra, tra gli altri. Come membro del quartetto Loma Mar, ha registrato nuove composizioni per quartetto di Paul McCartney per il suo CD del 1999 intitolato Working Classical (EMI Records). È stata una studentessa di Isadore Tinkelman e Stuart Canin al San Francisco Conservatory of Music e in seguito studiò con Jaime Laredo e Felix Galimer al Curtis Institute of Music.

## Direttore musicale attuale
La carriera professionale di Nadja Salerno-Sonnenberg iniziò nel 1981 quando vinse il concorso internazionale di violino Walter W. Naumburg. Nel 1983 le fu dato un riconoscimento con una sovvenzione alla carriera Avery Fisher e nel 1999 fu insignita del prestigioso premio Avery Fisher. Nadja Salerno-Sonnenberg è nata a Roma ed è emigrata negli Stati Uniti all'età di otto anni per studiare al Curtis Institute of Music. Più tardi studiò con Dorothy DeLay alla Juilliard School.

## Registrazioni
L'Orchestra ha pubblicato sei compact disc, tra cui LIVE: Barber, Strauss, Mahler, la seconda registrazione di Nadja Salerno-Sonnenberg con l'Orchestra come direttore musicale. Il nuovo disco è stato rilasciato nel novembre 2010 su NSS Music e presenta registrazioni dal vivo delle stagioni 2008-2009 e 2009-2010 dell'Orchestra. Altre registrazioni comprendono un progetto collaborativo del 1996 con Kent Nagano e la Berkeley Symphony Orchestra con il lavoro del compositore svizzero Frank Martin e Written With the Heart’s Blood, finalista del Grammy Award del 1997 con opere di Dimitri Shostakovich, entrambi sull'etichetta New Albion. Un anno dopo l'Orchestra registrò e pubblicò Echoes of Argentina, con opere dei compositori argentini Alberto Williams e Alberto Ginastera sull'etichetta d’Note. Nel 2004 l'Orchestra ha registrato e pubblicato Oculus, un CD delle composizioni di Kurt Rohde sull'etichetta Mondovibe. Nel 2009 l'Orchestra ha registrato e pubblicato Together con opere di Astor Piazzolla e Clarice Assad, compositrice in evidenza del 2008-2009, sull'etichetta NSS Music. Tutte le registrazioni sono state distribuite sia a livello internazionale che negli Stati Uniti.

## Tournée
Nel febbraio 2011 la New Century viaggiò a Santa Rosa, Cleveland, Granville, Ann Arbor, Chicago, Los Angeles, San Diego e Davis. Le tournée precedenti avevano portato l'Orchestra a Tucson, San Bernardino, Phoenix, Orange County, Redding, Portland, New Orleans, Arcata e Santa Barbara.

## Momenti salienti
Nel dicembre 1996 il mezzosoprano Frederica von Stade ha suonato alla stagione di apertura del gruppo con un nuovo brano del compositore Jake Heggie, dal titolo On the Road to Christmas, scritto appositamente per la von Stade.
Nel 2000 la New Century si esibì in una collaborazione multietnica multimediale con il compositore cinese Gang Situ intitolata Strings Calligraphy. La composizione esamina i paralleli tra musica d'archi e calligrafia, il controllo dell'archetto dell'erhu e il pennello calligrafico, il rendering musicale e il flusso della calligrafia sulla carta. Gli usi della forma e della linea, ballo, archi e immagini visive, erano intrecciati come elementi dello spettacolo. I personaggi cinesi sono stati proiettati sugli schermi del palco, mentre i ballerini su una piattaforma imitavano la forma dei personaggi.
Sir Simon Rattle ha diretto il concerto per la celebrazione del decimo anniversario della New Century Chamber Orchestra nel giugno 2002 in una co-presentazione con la Marin Academy. Diresse l'orchestra in musiche di Elgar, Schönberg e Mozart. Questa era solo la seconda volta che Rattle aveva diretto nella Bay Area dal 1980.
Nel gennaio 2008 la New Century Chamber Orchestra ha eseguito REWIND al Yerba Buena Center for the Arts, un evento speciale tutto esaurito ideato e diretto da Paul Haas. Il concerto ha fatto risalire la musica nel tempo dal XX secolo al barocco e ha visto la violinista Anne Akiko Meyers, DJ Mason Bates e l'artista di installazione cinetica Reuben Heyday Margolin.

## Programmi educativi
La New Century si impegna a essere una parte vitale della comunità e del coinvolgimento educativo nelle comunità in cui opera. L'orchestra offre educazione musicale a studenti di terza, quarta e quinta elementare in un programma intensivo nelle scuole di Marin City e nel Canal District di San Rafael. Oltre alle numerose visite annuali in aula da parte di un quartetto d'archi, agli studenti selezionati viene offerta gratuitamente un'istruzione musicale su uno strumento con l'obiettivo di far avvicinare gli studenti a un'educazione equivalente il più possibile a quella dei loro coetanei suburbani.

## Membri dell'orchestra
Nadja Salerno-Sonnenberg, Direttore musicale

### Violini
- Nadja Salerno-Sonnenberg, primo violino
- Dawn Harms, primo violino associato
- Candace Guirao, secondo violino principale
- Robin Mayforth
- Anna Presler
- Karen Shinozaki Sor
- Iris Stone
- Deborah Tien Price
- Michael Yokas
- Liza Zurlinden

### Viola
- Anna Kruger, principale
- Cassandra Lynne Richburg
- Kurt Rohde
- Jenny Douglass

### Violoncello
- Susan Babini, principale
- Joanne Lin
- Robin Bonnell
- Michelle Djokic

### Contrabbasso
- Anthony Manzo, principale